# أحد بوموسى
أحد بوموسى هي قرية مغربية شمال المملكة. تنتمي أحد بوموسى لإقليم الفقيه بنصالح. تضم هذه القرية 41.731 نسمة (إحصاء 2004). الرمز البريدي 23122